# Barrage hydraulique de Markala
Le barrage hydraulique de Markala, est un pont-barrage de dérivation situé dans la ville de Markala, au Mali, elle-même située dans la région de Ségou. Le barrage est également connu sous le nom de barrage de Sansanding, du nom du village de Sansanding à quelques kilomètres sur la rive gauche et où sa construction avait été préalablement envisagée. 

## Origine et caractéristiques du projet
Il a été élaboré par Vincent Bauzil, ingénieur des ponts et chaussées, sous la direction d'Émile Bélime, ingénieur spécialiste de l’hydraulique agricole. Sa construction a été autorisée par décret du 29 juin 1919. Le barrage constitue le plus grand ouvrage hydraulique réalisé par les autorités coloniales du Soudan français.
Le pont est entièrement fait en métal, d’une longueur de 816 mètres.
Il a été construit en même temps que le barrage, qui a pour but de relever le niveau du Niger jusqu'à 5,5 m au-dessus du niveau de l'étiage, et ainsi de permettre l'irrigation gravitaire des zones situées en rives gauches,.
Le barrage de Markala a été construit en vue de l’irrigation pour développer la culture du coton, du riz et de la canne à sucre dans le cadre de l’Office du Niger,.

## Construction du barrage

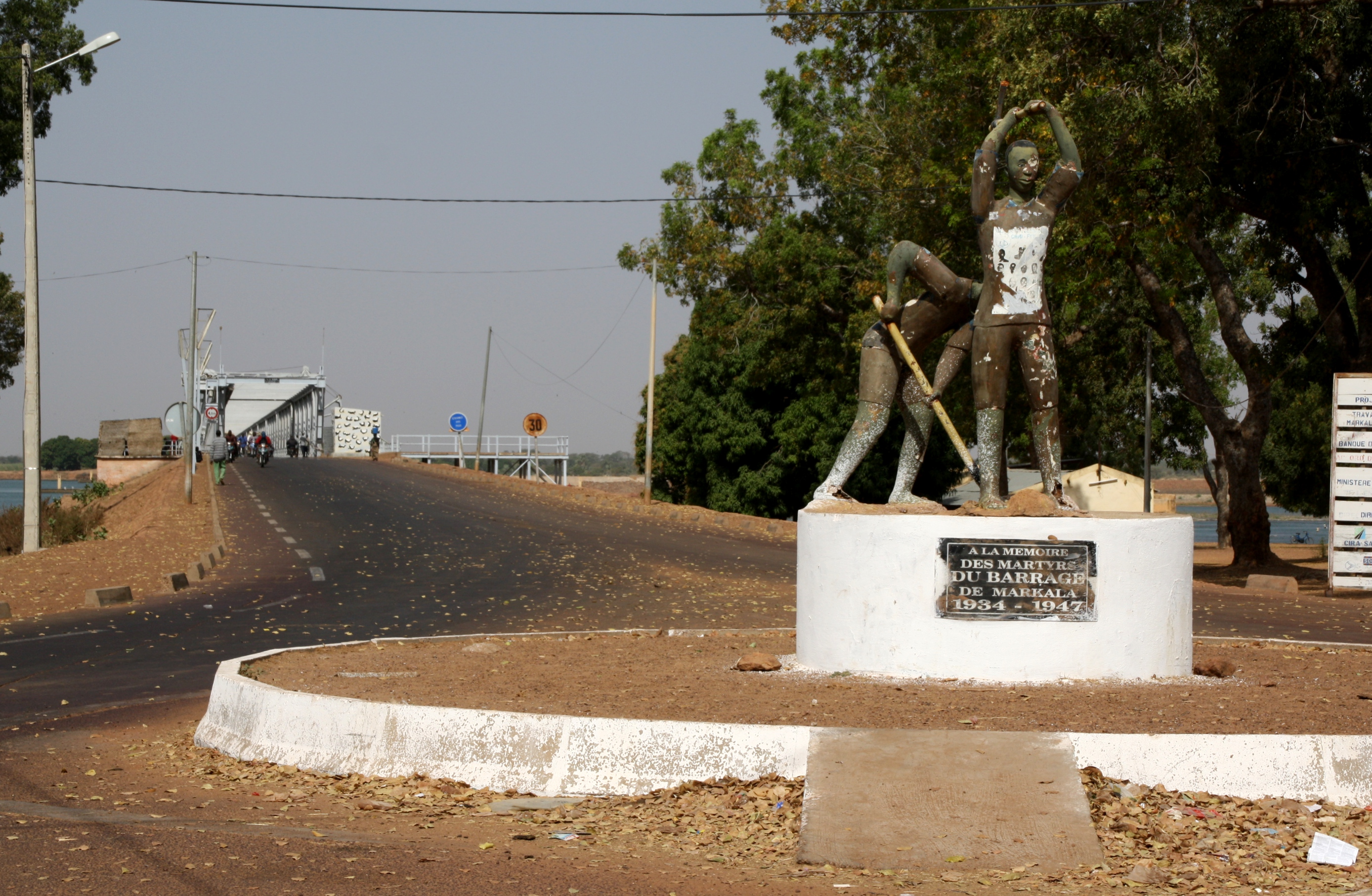
Statue rendant hommage aux forçats qui ont participé à la construction du barrage

Sa construction débute en 1934 et s'achève le 30 juin 1947. Les travaux sont réalisés par un consortium formé par la Société nationale de travaux publics (SNTP), les Établissements Meunier-Cogez et la Société de construction des Batignolles.
Sa réalisation a été faite dans le cadre de travaux forcés de milliers de travailleurs provenant de tous les pays de l’Afrique occidentale française. Un monument situé à l'entrée du pont rend hommage aux personnes décédées pendant sa réalisation.

## Photographies

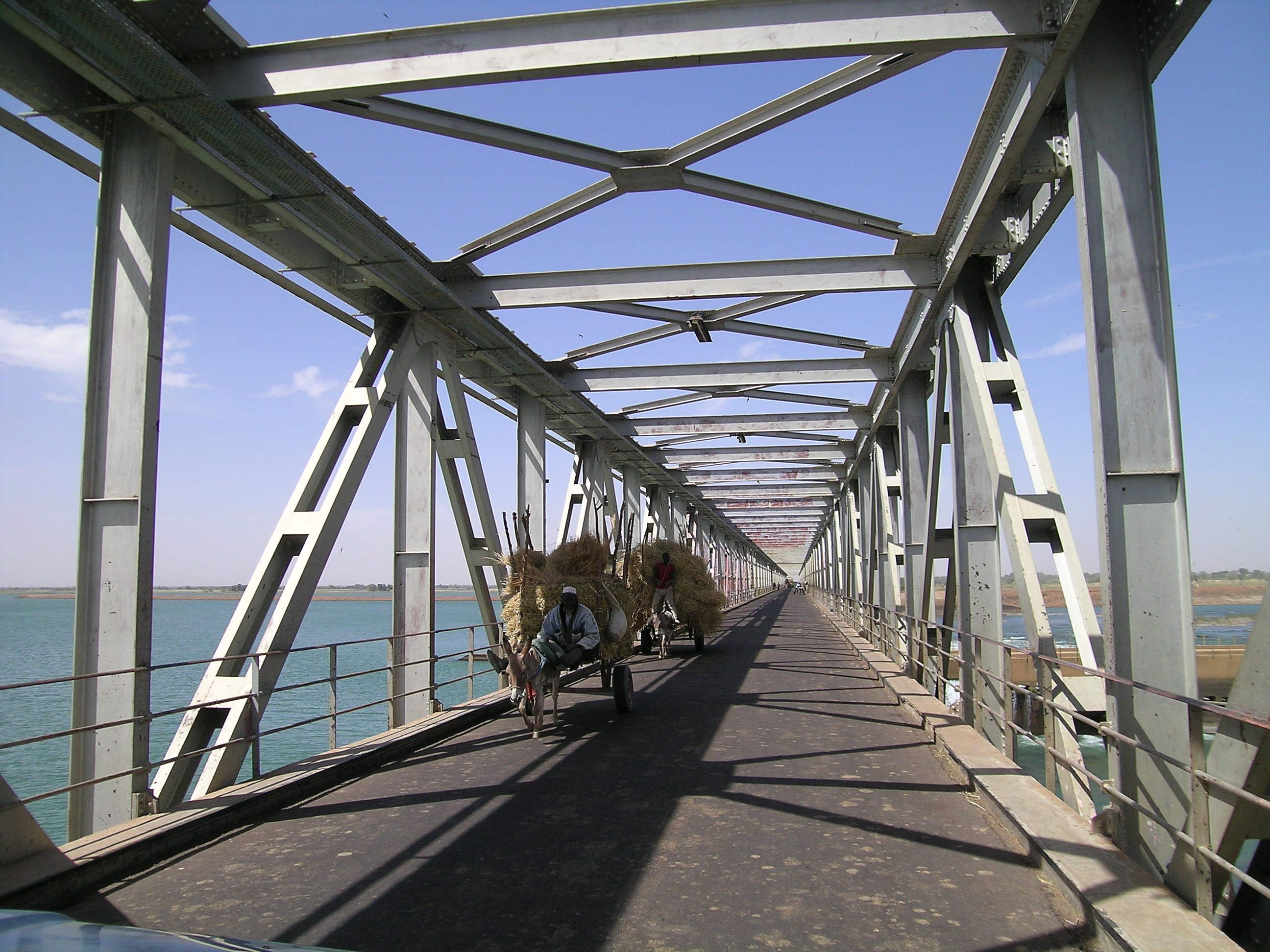
Pont-barrage de Markala
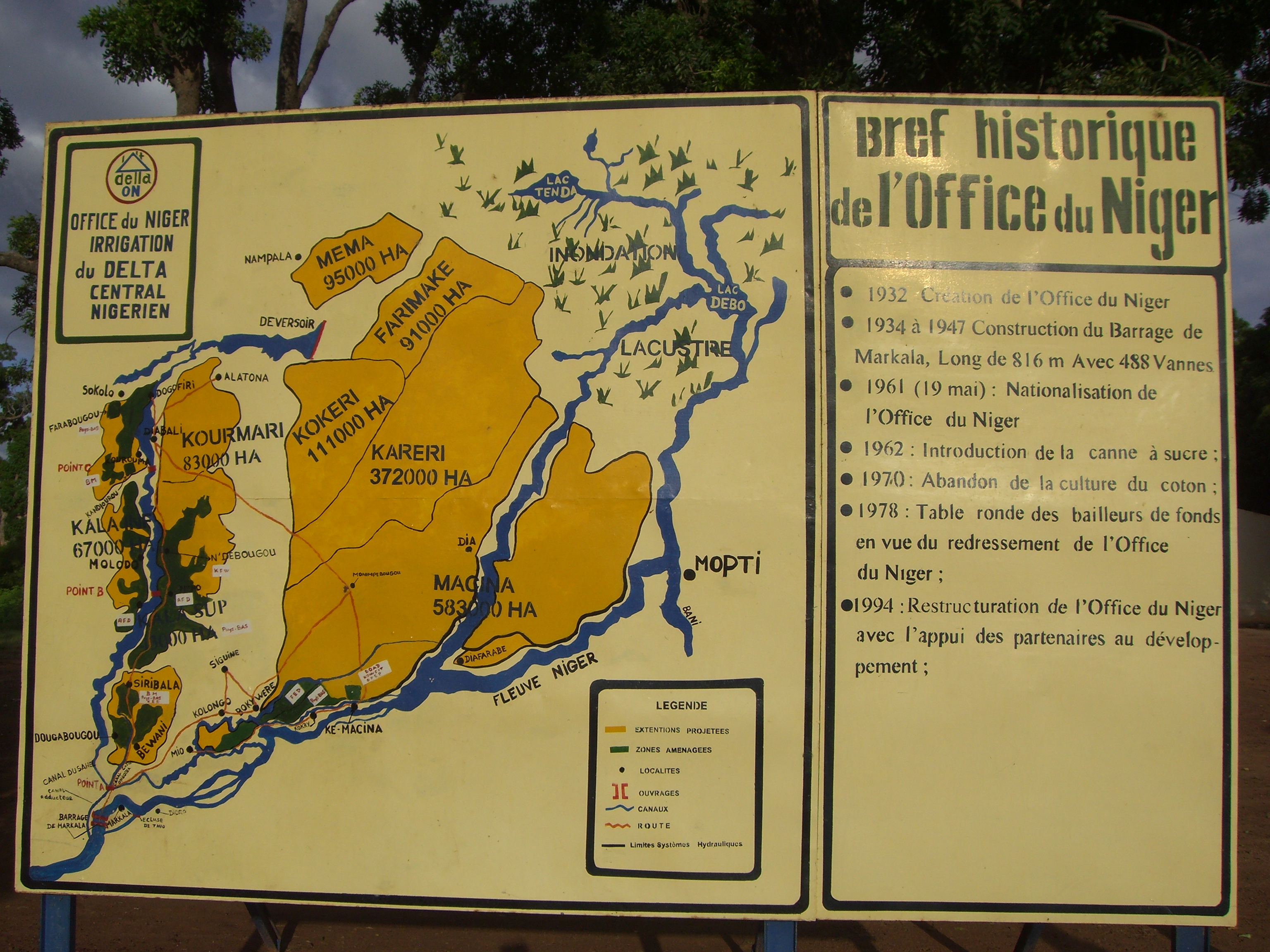
Panneau de présentation de l'Office du Niger au niveau du barrage de Markala
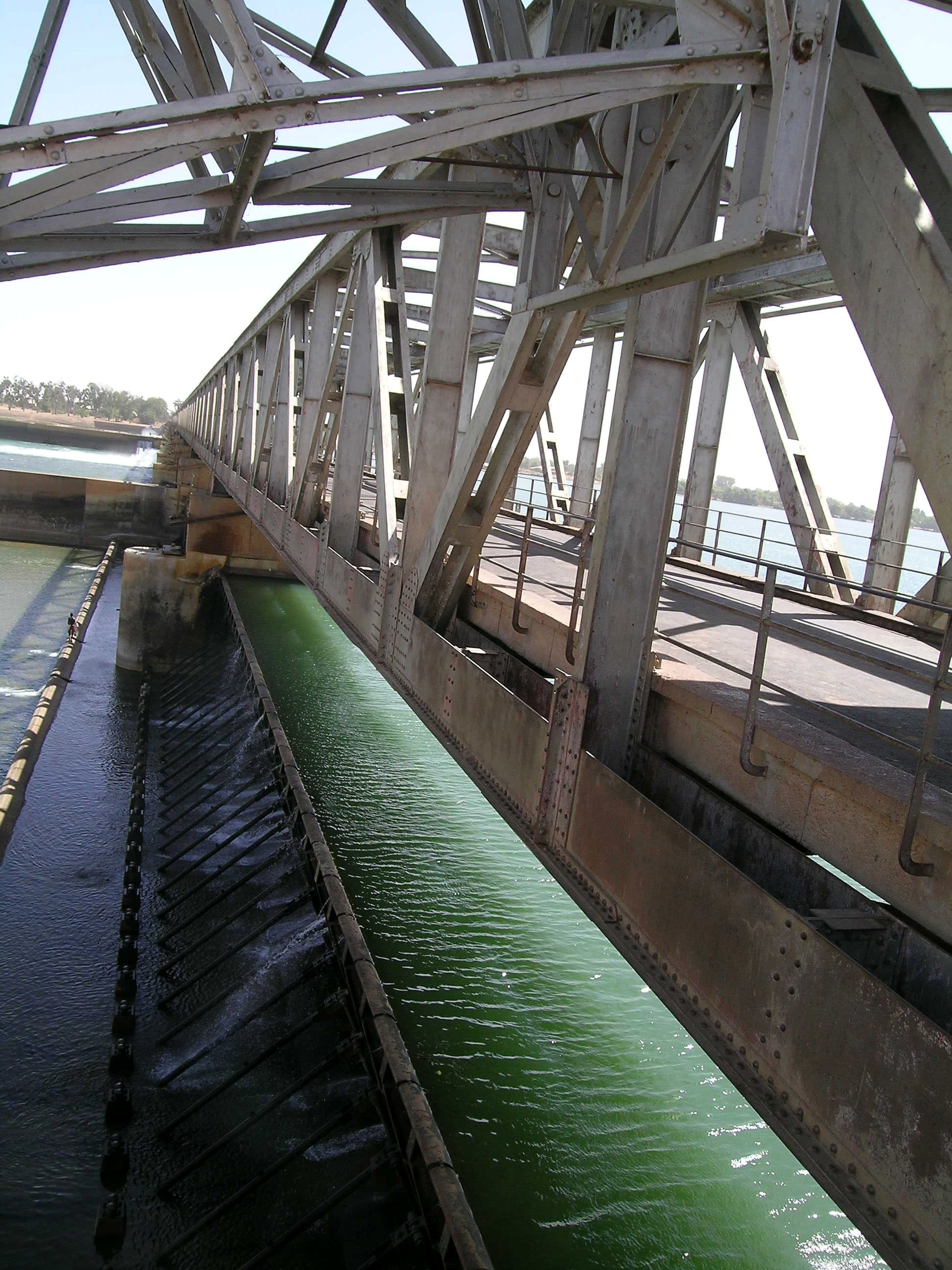
Barrage de Markala